# ابی الیوت
ابی الیوت (انگلیسی: Abby Elliott؛ زادهٔ ۱۶ ژوئن ۱۹۸۷) یک هنرپیشه اهل ایالات متحده آمریکا است. وی از سال ۲۰۰۶ میلادی تاکنون مشغول فعالیت بوده‌است.
از فیلم‌ها یا برنامه‌های تلویزیونی که وی در آن نقش داشته است می‌توان به لاک‌پشت‌های نینجای نوجوان جهش‌یافته اشاره کرد.